# Lloyds River
Der Lloyds River ist ein ca. 115 km langer Fluss im Westen der Insel Neufundland in der kanadischen Provinz Neufundland und Labrador.

## Flusslauf
Der Lloyds River entspringt in einem Seengebiet an der Wasserscheide der Insel. Er fließt in nordöstlicher Richtung. Dabei durchfließt er die Seen King George IV Lake und Lloyds Lake. Dazwischen, bei Flusskilometer 47, kreuzt die Route 480 (Burgeo Highway) den Fluss. Der Lloyds River mündet schließlich in das Kopfende des Beothuk Lake (ehemals bekannt als "Red Indian Lake"), der vom Exploits River entwässert wird. Am Südwestufer des King George IV Lake befindet sich das King George IV Ecological Reserve.

## Hydrologie
Der Lloyds River entwässert ein Areal von etwa 850 km². Der mittlere Abfluss unterhalb King George IV Lake 60 km oberhalb der Mündung beträgt 21 m³/s. Im Mai führt der Fluss mit im Mittel 55,4 m³/s die größte Wassermenge im Jahr.

## Tierwelt
Im Fluss kommen Atlantischer Lachs, Bachsaibling, Arktischer Stint, Amerikanischer Aal sowie Dreistachliger und Neunstachliger Stichling vor. Vor der Errichtung einer Fischleiter am Abfluss des Beothuk Lake war das Flusssystem des Lloyds River für Wanderfische nicht erreichbar.
Zu den Säugetieren, die sich im Fluss aufhalten, gehören der Amerikanische Nerz (mink), der Nordamerikanische Fischotter, der Kanadische Biber sowie die Bisamratte.
Daneben gibt es verschiedene Wasservögel, die am Fluss und in den angrenzenden Feuchtgebieten in den Sommermonaten brüten.

## Freizeitmöglichkeiten
Am Cormack’s Pond befindet sich ein Outfitter, der Angel- und Jagdaktivitäten anbietet. Wandern, Kanu- und Kajak-Fahren, Zelten, Schneemobil- und ATV-Fahren sind weitere Aktivitäten, die im Einzugsgebiet des Lloyds River möglich sind.